# Murricia
Murricia là một chi nhện trong họ Hersiliidae.